# Асил, Адем
Адем Асил (тур. Adem Asil, при рождении Абдельрахман Эль-Гамаль, араб. عبد الرحمن الجمل‎; род. 21 февраля 1999, Александрия) — турецкий гимнаст египетского происхождения, член национальной сборной. Чемпион мира в упражнении на кольцах (2022), серебряный и бронзовый призёр чемпионатов Европы. Участник Олимпийских игр 2020 года в Токио.

## Биография
Абдельрахман Эль-Гамаль родился 21 февраля 1999 года в Александрии.
Ранее выступал за Египет. За свою родину он принял участие на международном Кубке вызова, который проходил в Париже и Варне, а также в чемпионате мира по спортивной гимнастике 2017 года в Монреале.
В 2017 году переехал в Турцию. Родители Абдельрахмана при этом остались в Египте. Он продолжил обучение в Турции и подал заявление на получение турецкого гражданства. После натурализации впервые выступил за Турцию на этапе Кубка мира 2020 года в Баку в вольных упражнениях.
На чемпионате Европы 2020 года в Мерсине Абдельрахман выступал с травмой, тем не менее он стал серебряным призёром в командных соревнованиях.
Абдельрахман Эль-Гамаль принял новое имя Адем Асил в 2021 году. В том же году уже под новым именем завоевал бронзу чемпионата Европы по спортивной гимнастике в Базеле, став третьим в соревнованиях на перекладине с оценкой 13,766, уступив только немцу Андреасу Тобе и россиянину Давиду Белявскому. Турецкий гимнаст по итогам соревнований в абсолютном первенстве, где набрал 84,032 балла в шести упражнениях, получил право представлять Турцию на летних Олимпийских играх 2020 года в Токио.